# 神田ろ山
神田 ろ山（かんだ ろざん）は、講釈師の名跡。

## 初代
本名、小林寅吉（小林成光説もある）。1890年（明治23年）4月3日 - 1946年（昭和21年）6月4日。享年56。
東京浅草蔵前の葬儀屋の子として生まれる。1907年、3代目神田伯山に入門。蘭山を名乗った後、1919年頃にろ山と改名。1928年頃、師の十八番「清水次郎長伝」を浪曲師の2代目広沢虎造に教えたために、破門となる。1931年、破門を解かれ、初代神田山陽、5代目神田伯龍とともに、伯山門下の三羽烏と呼ばれた。わらわし隊参加者。
3代目神田伯山の芸風と演題をもっとも多く継承した人物とされ、師の十八番「清水次郎長」を師同等に演じることで有名だった。ただし、伯山自身の指導を受けたのは「夕立勘五郎」だけで、他は聞き覚えだったという。

## 2代目
本名、岩田清司。1908年（明治41年）8月13日 - 1984年（昭和59年）1月1日）。
東京浅草に生まれる。1925年、初代ろ山に入門して晴山、1937年、桜山に改名。1946年、初代ろ山が死去し2代目ろ山を襲名。1980年、病に倒れ、神田知山（3代目ろ山）に名跡を譲り、寿山を襲名する。
1970年、講談協会理事、1973年、講談組合委員を務めた。
侠客物を得意とし、「新蔵兄弟」は2代目以外に演者がいなかった。松本清張の小説を講談に仕立てたが、評判は良くなかった。

## 3代目
本名、河野利雄。1919年（大正8年）1月16日 - 1989年（平成元年）10月9日）。
埼玉県鳩ヶ谷に生まれる。16歳と17歳の時、父母を亡くす。1937年、初代神田ろ山に入門、「ち山」の名を与えられるが、間違えやすいため「知山」と改名。1940年、戦争で負傷して帰国、「智山」と改名して復帰。戦後、再び「知山」に改名。その後、司会業に転じるが、1972年復帰する。1980年、3代目「ろ山」を襲名した。
1986年、文化庁芸術祭賞受賞。
侠客物や世話物、文芸講談を得意とし、人情表現に優れた。落語家の4代目柳亭痴楽の十八番「綴り方狂室」は、ろ山の作という。